# Dalguise Viaduct
Der Dalguise Viaduct ist eine Eisenbahnbrücke nahe der schottischen Ortschaft Dunkeld in der Council Area Perth and Kinross. 1971 wurde die Brücke in die schottischen Denkmallisten zunächst in der Kategorie B aufgenommen. Die Hochstufung in die höchste Denkmalkategorie A erfolgte 1989.

## Geschichte
Der Viadukt wurde als Teil der Inverness and Perth Junction Railway zwischen Perth und Inverness benötigt. Die Bahngesellschaft betraute den schottischen Ingenieur Joseph Mitchell mit der Planung der Brücke. Nach Baubeginn im Jahre 1861 wurde die Brücke am 9. September 1863 eröffnet. Die Baukosten beliefen sich auf 20.395 £. Heute ist die Strecke Teil der Highland Main Line.

## Beschreibung
Der Dalguise Viaduct überspannt den Tay in einer dünnbesiedelten Region rund sechs Kilometer nordwestlich von Dunkeld. Die 157,3 m lange Fachwerkbrücke ruht auf einem ausgemauerten Pfeiler mit einer Höhe von 20,4 m. Zwei weitgehend identische Pfeiler befinden sich zu beiden Uferseiten. Ihre Pseudozinnenbewehrung erinnert an die Architektur von Wehrbauten. Die beiden Öffnungen weisen lichte Weiten von 64 m beziehungsweise 42,9 m auf.